# Castelnuovo al Volturno
Castelnuovo al Volturno è la frazione più popolosa e antica del Comune di Rocchetta al Volturno nella Provincia di Isernia in Molise.
È situata ai piedi delle Mainarde, più precisamente ai piedi di Monte Marrone, famoso per l'omonima battaglia di Monte Marrone nel 31 marzo del 1944.

## Storia

### Estate del 1944
Durante la seconda guerra mondiale, la frazione di Rocchetta di Castelnuovo al Volturno, nell'ottobre 1943 venne rastrellata e occupata dai tedeschi in vista dei combattimenti sulla Linea Gustav, che passava per Castelnuovo al Volturno, ed evacuarono i civili verso il nord Italia. I tedeschi effettuarono requisizioni di derrate alimentari e di bestiame, e il 27 ottobre, il comando tedesco locale dispose l’evacuazione di tutta l’area entro cinque giorni. Dopo l’ultimatum chiunque si fosse trovato in quella zona sarebbe stato passato per le armi. Accadde così che in due diverse occasioni, il 14 ed il 16 novembre, furono uccisi due anziani coniugi che non avevano voluto lasciare il paese, compreso nell'area interdetta ai civili.
Al termine dei combattimenti i rimanenti collaborarono con gli Alleati che stavano combattendo nella zona, compreso il Corpo Italiano di Liberazione che con gli alpini del battaglione Piemonte combatté nella battaglia di Monte Marrone
Il 17 giugno del 1944 Castelnuovo al Volturno quando le truppe alleate avevano superato Roma la V Armata distrusse il paese per consentire agli operatori cinematografici della sezione propaganda dell’esercito americano(Combat film) di girare un documentario di guerra, a testimonianza di quanto fossero cruenti i combattimenti sul fronte italiano. Gli abitanti furono quindi costretti a ricostruire le proprie case pietra su pietra, le cronache ci narrano che il parroco locale per ottenere qualche contributo per la ricostruzione della chiesa dovette anche dire una bugia: che l’avevano distrutta i tedeschi.

### Giaime Pintor
Nei pressi della località Santa Lucia, perse la vita il primo dicembre del 1943, lo scrittore e giornalista antifascista Giaime Pintor, mentre cercava di attraversare le linee nemiche alla volta di Roma, per poter proseguire da partigiano la lotta contro il nazifascismo; a lui oggi è dedicato un monumento nella località dov'è deceduto.
.

### Charles Moulin
Charles Lucien Moulin noto pittore francese si trasferì sul  sulla cima del Monte Marrone a  Castelnuovo al Volturno dove condusse un'esistenza singolare, vivendo per lunghi periodi dell'anno in un eremo costruito da lui stesso, volontariamente isolato, ma a completo contatto con la natura, fonte per la propria ispirazione.

## Carnevale

### Gl'Cierv
L'ultima domenica di Carnevale, la piazza di Castelnuovo diventa teatro di un'antica rappresentazione: il Rito dell'Uomo Cervo, in dialetto Gl'Cierv. Si tratta di uno dei carnevali zoomorfi più belli, più famosi e più antichi d'Italia. Protagonisti solo l'Uomo Cervo, la Cerva, il Martino e il Cacciatore. 